# Okamnele kraljične
Pravljico Okamnele kraljične je zapisal Palko Dolinec. Je ena iz med ljudskih pravljic, ki jih je v delu Slovenske narodne pravljice izbral in uredil Alojzij Bolhar. Prva knjiga je izšla leta 1952 in bila  13-krat natisnjena.
Ko tri kraljične zavrnejo ženitno ponudbo čarovnika, le ta okamni celotno kraljestvo. Kdor bo rešil kraljestvo, si bo lahko izbral katero koli izmed kraljičen. Za to novico slišijo tudi trije tesarjevi sinovi in se tako odpravijo na pot. Ob starkinem nasvetu, gredo tri leta služiti k velikanu, ta pa jim na koncu poplača z jabolki, ki bodo rešila kraljestvo. Po dolgi poti, ter poštenosti najmlajšega in zvitosti starejših dveh bratov s sokom jabolk rešijo okamnelo kraljestvo.

## Analiza pravljice
- Pripovedovalec: tretjeosebni oz. vsevedni
- Književni čas: več kot tri leta
- Književni prostor: domišljijski
- Glavni liki: trije brati
- Stranski liki: kralj, stari kralj, tri hčere, čarovnik, kraljevi svetovalec, kravja dekla, stara ženica, tesar, velikan, starka, mož
- Slog:
  - Okrasni pridevki: bela cesta, drobno jabolko
  - Pomanjševalnice: ženica, hišica
  - Ljudska števila: tri hčere, tri sinovi, tri leta, tri vedra, tri tedne, trideset dni in trideset noči

- Ključni dogodki: čarovnik okamni kraljestvo; odhod sinov; ženicin nasvet; tri letno služenje pri velikanu za jabolka, ki bodo rešile kraljestvo; bivanje pri starki; mlajši brat oživi starkinega mrtvega sina; pobeg in kraja jabolk starejših dveh bratov; brata rešita kraljestvo, najmlajša kraljična je še okamnela; brat reši najmlajšo kraljično z edinim jabolkom ki mu je ostalo; najmlajši brat odpusti hudobijo starejšima dvema; poroka vseh treh bratov s kraljičnami.

## Interpretacija dela po teoriji Maxa Lüthija
Tipičen začetek in konec:
- Pravljica se začne z besedo »nekje«, kar je tipičen začetek ljudske pravljice.
- Konec je srečen in značilen za ljudsko pravljico.

Dogajalni čas in prostor:
- Dogajalni čas in prostor sta nedoločena. Dogaja se »nekje«.

Literarni liki:
- Literarni liki so brez osebnih imen in individualnih lastnosti, so tipizirani.
- Najmlajši brat je pošten, medtem ko starejša dva vidita pred seboj le bogastvo in sta do mlajšega brata nepoštena.

Borba med dobrim in zlim:
- V ospredju je predstavljena poštenost in dobrota najmlajšega brata, saj le ta pripelje do srečnega konca.
- Starejša brata se kažeta v nepošteni luči, vendar je na koncu hudobija med brati pozabljena.
- Zmaga dobrega nad zlim (glavni junaki premagajo čarovnika)

Zgradba dogajanja:
- Prisoten je trojni ritem.
- V pravljici ni izrazitega stopnjevanja, kot je značilno za ljudsko pravljico.

Tipični rekviziti:
- Čarovna palica, jabolka.

Enodimenzionalnost dogodkov:
- Pravljica se dogaja samo na ravni čudežnega, pravljičnega.

## Motivno-tematske povezave
Motiv začaranega kraljestva:
V pravljici je čarovnik okamnel celotno kraljestvo, ker so kraljične zavrnile ženitno ponudbo. Podoben motiv najdemo tudi v Trnjulčici, ki je zaradi kletve padla v spanje, z njo pa je zamrl ves grad.
Motiv tekmovalnosti med brati/sestrami:
V pravljici je začutiti tekmovalnost med brati, predvsem starejša dva stremita po tem, kdo bo prvi prišel do gradu in ga rešil.Tak motiv se pojavlja tudi v zgodbi o Pepelki, v pravljici o Dveh bratih in Zlatolaski in treh medvedih.
Motiv čarobnega jabolka:
Ta motiv zasledimo tudi v pravljicah: Zdravilno jabolko, Sneguljčica in sedem palčkov. 

## Izdaje
- Slovenske narodne pravljice. (1989). Mladinska knjiga.
- Slovenske narodne pravljice. (1972). Mladinska knjiga.